# Спасское сельское поселение (Приморский край)
Спасское се́льское поселе́ние — сельское поселение в Спасском районе Приморского края.
Административный центр — село Спасское.

## История
Статус и границы сельского поселения установлены Законом Приморского края от 11 ноября 2004 года № 163-КЗ «О Спасском муниципальном районе»

## Население
| 2010   | 2011    | 2012    | 2013    | 2014    | 2015    | 2016    |
| ------ | ------- | ------- | ------- | ------- | ------- | ------- |
| 10 735 | ↘10 724 | ↘10 573 | ↘10 402 | ↘10 300 | ↘10 082 | ↘10 059 |
| 2017   | 2018    | 2019    | 2020    | 2021    |         |         |
| ↘9950  | ↗9957   | ↘9916   | ↗9987   | ↘7542   |         |         |

## Состав сельского поселения
В состав сельского поселения входят 9 населённых пунктов:
| № | Населённый пункт | Тип населённого пункта       | Население |
| - | ---------------- | ---------------------------- | --------- |
| 1 | Воскресенка      | село                         | ↘593      |
| 2 | Гайворон         | село                         | ↘415      |
| 3 | Лебединое        | село                         | ↘82       |
| 4 | Луговое          | село                         | ↘78       |
| 5 | Новосельское     | село                         | ↘1078     |
| 6 | Сосновка         | село                         | ↘193      |
| 7 | Спасское         | село, административный центр | ↘4418     |
| 8 | Старый Ключ      | железнодорожная станция      | ↘1234     |
| 9 | Степное          | село                         | ↘476      |

## Местное самоуправление
Глава сельского поселения и глава администрации — Елена Владимировна Алешина.